# Sphagnum microporum
Sphagnum microporum là một loài rêu trong họ Sphagnaceae. Loài này được Warnst. ex Cardot mô tả khoa học đầu tiên năm 1904.